# سزار چاوز (تگزاس)
سزار چاوز (به انگلیسی: Cesar Chavez) یک منطقهٔ مسکونی در ایالات متحده آمریکا است که در شهرستان ایدالگو، تگزاس واقع شده‌است. سزار چاوز ۸٫۳ کیلومتر مربع مساحت و ۱٬۹۲۹ نفر جمعیت دارد و ۲۶ متر بالاتر از سطح دریا واقع شده‌است.